# Carnedd Dafydd
Carnedd Dafydd es un pico de montaña en la cordillera de los Carneddau en Snowdonia, Gales, Reino Unido y es la tercera cumbre más alta de Gales, o la cuarta si se cuenta Crib y Ddysgl en la cresta del Snowdon.
Situado al suroeste de Carnedd Llewelyn y al norte de Pen yr Ole Wen, Carnedd Dafydd se encuentra en la cresta principal de los Carneddau, y en la frontera entre Gwynedd y Conwy. La temperatura media anual en la cima ronda entre 3 y 4 °C (37–39 °F).
Carnedd Dafydd alcanza una altitud de 1.044 m y normalmente se asciende subiendo primero Pen yr Ole Wen y luego siguiendo la cresta hasta Carnedd Dafydd, aunque también es posible un ascenso directo desde Tal y Llyn Ogwen, siguiendo primero el arroyo Afon Lloer hasta el lago de montaña Ffynnon Lloer y luego ascendiendo la ladera hasta la cima.
Como la mayoría de las cumbres en el sur de los Carneddau, tiene una cima plana cubierta de rocas. Inmediatamente al norte se encuentran los riscos de Ysgolion Duon, conocidos entre los escaladores.
El origen de su nombre, que se traduce como «túmulo de Dafydd» (o David), al igual que el de su pico vecino, Carnedd Llewelyn («túmulo de Llywelyn»), hace referencia a Llywelyn ap Gruffydd, el último príncipe independiente de Gales, y a su hermano menor, Dafydd ap Gruffudd. El pico cercano llamado Carnedd Lladron, conocido comúnmente como Carnedd Uchaf, ha sido renombrado oficialmente por la O.S. como Carnedd Gwenllian en memoria de la hija de Llywelyn, Lady Gwenllian. Dafydd fue capturado en Nanhysglain, cerca de Bera Mawr, el 21 de junio de 1283; llevado a Shrewsbury, fue ahorcado, eviscerado y descuartizado.